# Língua nyindu
Nyindu é uma bantu ameaçada de extinção da República Democrática do Congo. É usada como primeira língua por todos os adultos da comunidade povo nyindu (banyindu)], mas não por todos os jovens. Não é ensinada nas escolas. 
Muitos nyindu consideram sua língua uma variedade da língua lega-mwenga, mas os falantes de lega e shi consideram a língua como shi. Otterloo a classifica como a mais próxima da fuliiru.